# Mesochorus melinus
Mesochorus melinus är en stekelart som beskrevs av Dasch 1974. Mesochorus melinus ingår i släktet Mesochorus och familjen brokparasitsteklar. Inga underarter finns listade i Catalogue of Life.